# Швачко Олексій Филимонович
Лесь (Олексі́й) Филимо́нович Швачко́ (18 січня 1901, Чопилки — 28 березня 1988, Київ) — український кінорежисер школи Олександра Довженка. Найбільш відомий, як режисер культової кінострічки «Мартин Боруля», в якій знялися Гнат Юра, Сергій Алексієнко, Варвара Чайка, Ольга Кусенко, Мар'ян Крушельницький, Григорій Тесля, Василь Дашенко та інші.

## Біографія
Народився 18 січня 1901 року в селі Чопилики (зараз Бориспільський району, Київська область). Працювати почав з 1919 року, влаштувався на роботу до українських драматичних театрів: Молодий український, Український драматичний ім. Т. Г. Шевченка, мистецьке об'єднання «Березіль» та мандрівний театр «Каменяр». Одночасно в 1920–1922 роках навчався у Київському музично-драматичному інституті імені Лисенка, у 1925 році закінчив Київський інститут народної освіти.
У кіно почав працювати з 1925 року на Одеській кінофабриці ВУФКУ, з 1928 на Київській кіностудії працює асистентом Олександра Довженка, допомагає йому як другий режисер створювати фільми: «Арсенал», «Щорс», «Ягідка кохання», пізніше став режисером науково-популярних і документальних фільмів. З Георгієм Стабовим створив фільми: «Свіжий вітер» «Два дні» «Людина з лісу». У 1939 році спільно з Миколою Екком було зроблено перший кольоровий український фільм — «Сорочинський ярмарок».
У роки німецько-радянської війни разом з Довженком працював над фільмом «Битва за нашу радянську Україну», та «Перемога на Правобережній Україні». У 1943 році Довженко намагався залучити Швачка до створення фільму «Україна в огні», зберігся його лист до комітету в справах кінематографії з проханням продовжити Олексію Швачку термін відрядження у Москві. Самостійно, як режисер-постановник Швачко зняв 42 повнометражних, короткометражних та, так званих, «культурфільмів». Створив 20 дубляжів (відновив фільм «Богдан Хмельницький»). Знімав також так звані культурфільми у 1920-х 30-х: «Бурякові шкідники», «У наступ на землю», «Через бурякосіяння до колективу», Зняв декілька фільмів на допомогу індустріалізації промисловості: «Доменне виробництво», «Компресор», «Плюс електрифікація». Знімав дитячі фільми: «Четверта зміна», «Перші кроки». У його фільмах знялися такі актори та акторки як: Іван Миколайчук, Леонід Биков, Вія Артмане і багато інших відомих зірок свого часу.
З 1950-го член КПРС. 24 листопада 1960 нагороджений медалью «За трудову доблесть», у 1967 отримав звання «Заслужений діяч мистецтв УРСР».
У 1984 вийшла книга спогадів «Розповіді про сучасників» (рос. «Рассказы о современниках»).
Помер 28 березня 1988 року. Похований в Києві на Байковому кладовищі.

## Фільмографія

### Режисер
- 1945 — Зигмунд Колосовський (2-й режисер)
- 1953 — Мартин Боруля (спільно з Юрієм Гнатом, екранізація трагікомедії Івана Карпенка-Карого)
- 1954 — Земля (спільно з Амвросієм Бучмою)
- 1956 — Діти сонця (спільно з Володимиром Неллі)
- 1956 — Кривавий світанок (за повістю М.Коцюбинського «Fata Morgana»)
- 1957 — Кохання на світанку (спільно з Бенедиктом Норд)
- 1957 — Мораль пані Дульської (спільно з Леонідом Варпаховським)
- 1960 — Далеко від Батьківщини
- 1964 — Ракети не повинні злетіти (спільно з Антоном Тимонішиним)
- 1967 — У пастці
- 1968 — Розвідники (спільно з Ігорем Самборським)
- 1971 — Ніна (спільно з Віталієм Кондратовим)

### Сценарист
- 1954 — Земля
- 1957 — Мораль пані Дульської (спільно з Леонідом Варпаховським, та Габріелею Запольською)
- 1967 — У пастці

### Актор
- 1980 — Платон мені друг — старожил

## Родина
- Дружина — Склярова Марія Андріївна, українська актриса, режисер, педагог; учениця Леся Курбаса.
- Донька — музикознавець Швачко Тетяна Олексіївна, заслужений діяч мистецтв України (2001).[3]

## Цікаві факти
- Під час знімання фільму «Синій пакет» Олексій Швачко працював помічником режисера. На фільмуванні погоні Зіна Пігулович упала з коня і травмувалася. Олексій погодився її замінити, оскільки змалечку їздив верхи. Він переодягнувся дівчиною, причепив перуку з косою й сміливо скакав полями і яругами до самого вечора. А коли підійшов до гурту хлопців, не розгримувавшись, його ніхто не признав. І він довго потішався, граючи роль дівчини.[4]

- У 2004 році донька режисера передала до державного архіву документи свого батька: це початкові сценарії до фільмів, листування з друзями, фото, біографічні матеріали тощо.[5]

## Галерея

Могила Олексія Швачка